# Dichagyris funebris
Dichagyris funebris är en fjärilsart som beskrevs av Otto Staudinger 1891. Dichagyris funebris ingår i släktet Dichagyris och familjen nattflyn. Inga underarter finns listade i Catalogue of Life.